# Верх-Камышенка (Краснощёковский район)
Верх-Камышенка — село в Краснощёковском районе Алтайского края. Административный центр Верх-Камышенского сельсовета.

## История
Основано в 1786 г. В 1928 г. состояло из 734 хозяйств, основное население — русские. В административном отношении являлся центром Верх-Камышенского сельсовета Покровского района Рубцовского округа Сибирского края..

## Население
| 1997  | 1998  | 1999  | 2000  | 2001  | 2002  |
| ----- | ----- | ----- | ----- | ----- | ----- |
| 2013  | ↘1942 | ↘1872 | ↘1859 | ↘1831 | ↘1800 |
| 2003  | 2004  | 2005  | 2006  | 2007  | 2008  |
| ↘1730 | ↘1704 | ↗1711 | ↘1708 | ↘1648 | ↘1591 |
| 2009  | 2010  | 2011  | 2012  | 2013  |       |
| ↘1438 | ↘1409 | ↘1400 | ↘1362 | ↘1322 |       |

Национальный состав
Согласно результатам переписи 2002 года, в национальной структуре населения русские составляли 93 %.